# Acalyptris psammophricta
Acalyptris psammophricta is een vlinder van de familie van de dwergmineermotten (Nepticulidae), van de onderfamilie van de Nepticulinae. De wetenschappelijke naam van deze soort is voor het eerst voorgesteld door Edward Meyrick in een publicatie uit 1921.
De soort komt voor in Tunesië, Libië, Israël, Iran, Turkmenistan, Oezbekistan, Mongolië, de Verenigde Arabische Emiraten en India.